# Eurydice littoralis
Eurydice littoralis là một loài chân đều trong họ Cirolanidae. Loài này được Moore miêu tả khoa học năm 1901.